# International Foundation for Art Research
Die International Foundation for Art Research (IFAR) ist eine Stiftung, die der wissenschaftlichen Analyse künstlerischer Objekte gewidmet ist. Als unabhängige Institution soll sie zwischen Ausstellungshäusern, Sammlern und dem Publikum vermitteln und vor allem rechtliche und ethische Fragen im Bereich der Kunst aufgreifen, wie beispielsweise Zuschreibungen der Autorschaft von Kunstwerken oder das Identifizieren von Fälschungen. Die IFAR ist eine gemeinnützige Organisation mit Hauptsitz in New York.

## Archiv
Die IFAR gründete 1976 nach längeren Vorläufen ein erstes globales Archiv für Kunstdiebstahl, um den internationalen Kunstraub zu bekämpfen. Das Kunstdiebstahlarchiv wurde schnell die weltweit größte Datenbank für verlorene und gestohlene Kunst, Antiquitäten und Sammlerstücke.
Im Jahr 1991 ging die Datenbank in das Art-Loss-Register (ALR) über, das gemeinsam von IFAR, der Versicherungswirtschaft und großen Auktionshäusern gegründet wurde. Die IFAR verwaltete die US-Geschäfte des Art-Loss-Register bis 1997. Im Folgejahr übernahm das ALR die volle Verantwortung für die Datenbank.